# Потапово (Галичский район)
Пота́пово — деревня в Степановском сельском поселении Галичского района Костромской области России.

## География
Деревня расположена у реки Восна.

## История
В середине XVII века деревня Потапово, вместе с деревнями Марфинское, Олешково, Привалки и Кузьминское, принадлежала Василию Никитичу Пушкину.
Согласно Спискам населенных мест Российской империи в 1872 году деревня относилась к 1 стану Галичского уезда Костромской губернии. В ней числилось 3 двора, проживало 11 мужчин и 11 женщин.
Согласно переписи населения 1897 года в деревне проживало 22 человека (11 мужчин и 11 женщин).
Согласно Списку населенных мест Костромской губернии в 1907 году деревня относилась к Вознесенской волости Галичского уезда Костромской губернии. По сведениям волостного правления за 1907 год в ней числилось 4 крестьянских двора и 35 жителей. Основными занятиями жителей деревни, помимо земледелия, были малярный и плотницкий промыслы.
До муниципальной реформы 2010 года деревня входила в состав Толтуновского сельского поселения.

## Население
| 1872 | 1897 | 1907 | 2008 | 2010 | 2012 | 2014 |
| ---- | ---- | ---- | ---- | ---- | ---- | ---- |
| 22   | →22  | ↗35  | ↘0   | →0   | →0   | →0   |

По некоторым данным, на 2012 год население деревни составило 0 человек.